# Non pensarci più/Amore sbagliato
Non pensarci più/Amore sbagliato è un singolo del gruppo musicale italiano Ricchi e Poveri del 1974.
Il brano sul lato A, Non pensarci più, è stato composto dagli autori televisivi Terzoli, Vaime e dal Maestro Marcello De Martino. È stata la sigla di chiusura del programma del sabato sera in onda sul primo canale della Rai, Tante scuse, condotto da Raimondo Vianello e Sandra Mondaini. L'esecuzione di questo brano è accompagnata da un divertente videoclip a cui partecipa, oltre al quartetto dei Ricchi e Poveri, anche la coppia Vianello-Mondaini che cerca in svariati modi di far smettere di cantare il gruppo, riuscendoci, con soluzioni drastiche, ogni volta diverse (dandogli fuoco, schiacciandoli con un masso gigante, sparando loro in fronte con un fucile, etc...). Nel finale dell'ultima puntata saranno i quattro, invece, a imprigionare in una rete Sandra e Raimondo e ad andarsene felici saltellando cantando.
Questo genere, tra il romantico, il comico e il tragico, ha ricevuto grandi consensi da parte del pubblico e della critica. Perciò, questa esperienza si ripete anche l'anno successivo con una nuova edizione del programma dal titolo Di nuovo tante scuse e con una nuova sigla per accompagnare il finale della trasmissione dal titolo Coriandoli su di noi, ancora una volta, interpretata dai Ricchi e Poveri.
Il pezzo inciso sul lato B, Amore sbagliato, cantato dal biondo del gruppo, Angelo, è contenuto nell'album di studio Penso sorrido e canto del 1974.

## Tracce
- Non pensarci più - 3'48" (Italo Terzoli - Enrico Vaime - Marcello De Martino)
- Amore sbagliato - 3'43" (Cristiano Minellono - Angelo Sotgiu - Armando Toscani - Franco Gatti)

## Dettagli pubblicazione
| Paese  | Data | Etichetta   | Formato | Nº Catalogo |
| ------ | ---- | ----------- | ------- | ----------- |
| Italia | 1974 | Fonit Cetra | 45 giri | SP 1564     |

- Pubblicazione & Copyright: 1974 - Fonit Cetra.
- Distribuzione: Fonit Cetra.